# Karel Janů
Karel Janů (12. května 1910 Praha – 11. února 1995) byl český architekt, ministerský úředník a ředitel Československých stavebních závodů.

## Život
Ve třicátých letech byl spolu s Jiřím Štursou a Jiřím Voženílkem členem levicové skupiny PAS (Pokroková architektonická skupina). Zabývali se otázkami sociálního bydlení a typizací stavební výroby podle sovětského vzoru.
Paradoxně je jeho nejznámějším dílem Volmanova vila v Čelákovicích, luxusní vila pro majitele strojíren Josefa Volmana. 
Po roce 1945 se angažoval ve věci znárodnění a po roce 1948 vedl oddělení „S" na ministerstvu techniky, které bylo garantem znárodnění československého stavebnictví.  Byl architektem megalomanského podniku Československých stavebních závodů. Po vytvoření tohoto podniku se 160 000 zaměstnanci se stal jeho generálním ředitelem.
V roce 1959 byl jmenován profesorem pozemního stavitelství na stavební fakultě ČVUT. V letech 1963-1965 byl děkanem stavební fakulty. Své působení na katedře přerušil v letech 1965-1969, kdy byl náměstkem ministra školství. Po návratu působil na ČVUT do roku 1972.

## Dílo (výběr)

### Projekty
- 1931–1935 obytná a průmyslová oblast severně od Prahy (v pásu Kralupy nad Vltavou – Brandýs nad Labem) – projekt skupiny PAS (Janů, Štursa, Voženílek) byl aplikací „lineárního města“ podle teorií Nikolaje Alexandroviče Miljutina (1889-1942): Socgorod – Otázka výstavby socialistických měst[3]

### Realizované stavby
- 1937-1938 obytný dům, Praha 6 - Dejvice, čp. 214, Evropská 36, spolu s Jiřím Štursou[4]
- 1938–1939 Volmanova vila, Čelákovice, spolu s Jiřím Štursou[5]
- 1938–1939 činžovní dům, Praha 7 – Holešovice, čp. 386, Milady Horákové 63

## Spisy
- Karel Janů – Jiří Štursa – Jiří Voženílek: Architektura a společnost : Vývoj architektury za kapitalismu a úkoly socialistického architekta : Zásady a program socialistických architektů, Praha: Levá fronta, 1933
- Karel Janů – Jiří Štursa – Jiří Voženílek, Je možná vědecká syntéza v architektuře?. Magazín Družstevní práce IV, 1936-1937, s. 176–182
- Karel Janů: Socialistické budování (oč půjde ve stavebnictví a architektuře), Nakladatelství Vydavatelstvo Architektury ČSR, 1946
- Průmyslová výroba bytů na obzoru rozvoje stavební techniky, Architektura ČSR 1973, s. 24,
- Průmyslová výroba staveb a architektura, Praha : České vysoké učení technické, 1978